# Toblerone

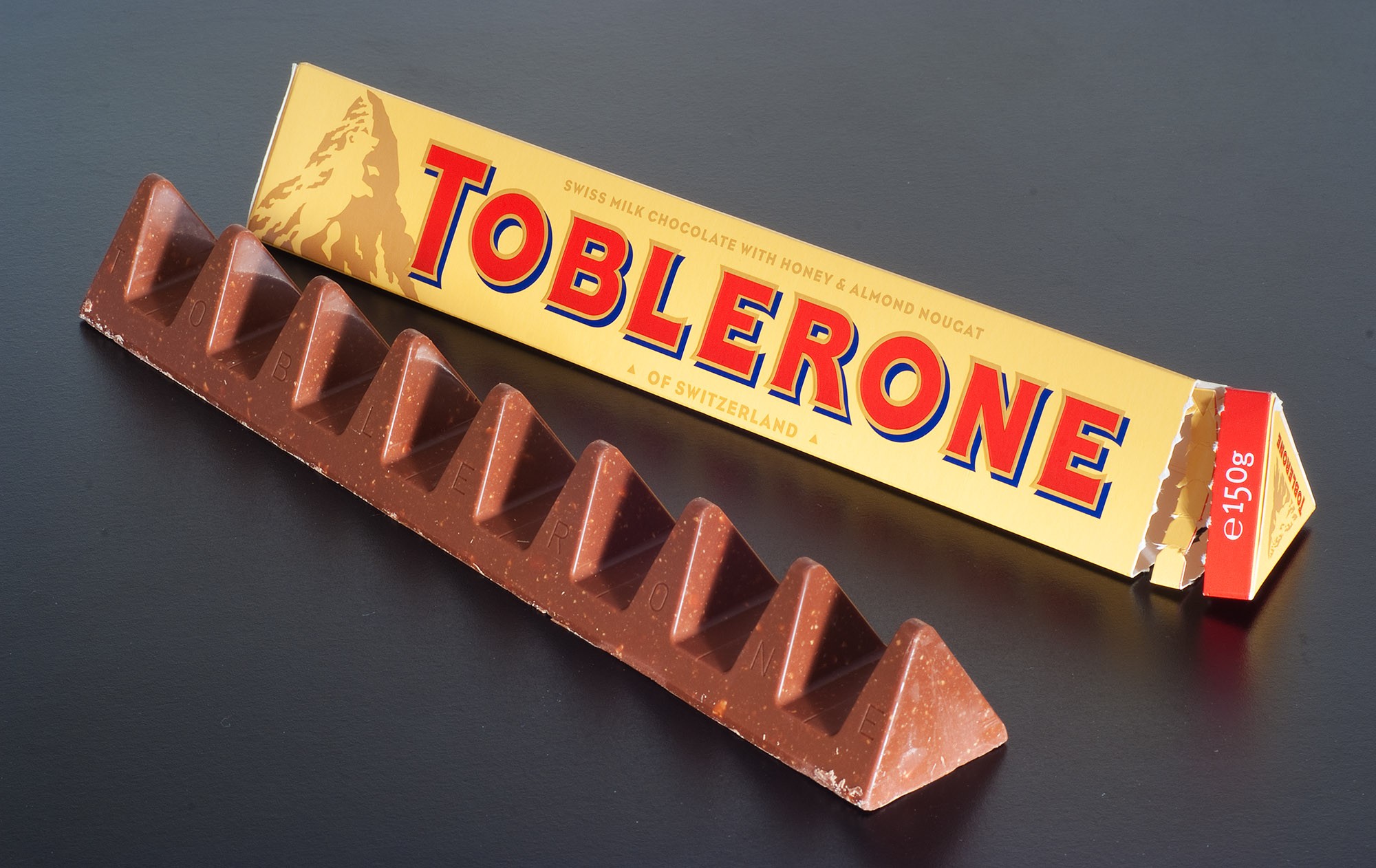
Een reep Toblerone

Toblerone is een Zwitsers chocolademerk dat wordt geproduceerd door het Amerikaanse bedrijf Mondelēz International, tot 2012 bekend als Kraft Foods. Het is bekend door de 'bergachtige' vorm van de chocoladereep, gevormd naar de berg Matterhorn in Zwitserland, en ook door de gele verpakking in prisma-vorm. In de reep zit melkchocolade, noga, amandel en honing. Er is ook een pure chocolade variant in een zwarte verpakking en een witte chocolade variant in een witte verpakking verkrijgbaar. Van deze drie smaken bestaan repen in verschillende formaten.
Toblerone is in 1908 bedacht door Theodor Tobler en Emil Baumann uit Bern. De naam is een porte-manteau van de namen 'Tobler' en het Italiaanse woord 'torrone', wat een soort noga is. De Toblerone werd aanvankelijk geproduceerd in de Berner Chocolade-Fabrik Tobler & Co., die in 1899 was opgericht door Theodor en Jean Tobler.
In het beeldmerk op de verpakking van Toblerone stond tot 2023 een afbeelding van de de berg Matterhorn. Omdat een deel van de productie werd verplaatst naar Slowakije moest, ingevolge Zwitserse wettelijke bepalingen, de berg van de verpakking verdwijnen.